# Zdóvbytsia (Rivne)
Zdóvbytsia (ucraniano: Здо́вбиця; polaco: Zdołbica) es un municipio rural y pueblo de Ucrania, perteneciente al raión de Rivne de la óblast de Rivne.
En 2020, el municipio tenía una población de 20 045 habitantes, de los cuales unos cinco mil vivían en el propio pueblo y el resto repartidos en catorce pedanías. El municipio se fundó en 2020 mediante la fusión de los hasta entonces consejos rurales de Zdóvbytsia, Myrotyn, Urvenna y Uyizdtsi. Además de estos cuatro pueblos, pertenecen al actual municipio otros once: Vyunívshchyna, Hilcha Druha, Hilcha Persha, Zahreblia, Zalisia, Zamlýnok, Ivachkiv, Yosylivka, Kórshiv, Kunýn y Lidavo.
Se conoce la existencia del pueblo en documentos desde 1487, cuando la hija del stárosta de Lutsk entregó las tierras a Casimiro IV Jagellón. Una década más tarde, Alejandro I Jagellón entregó el señorío a la familia noble Ostrogski. Antes de la creación del actual municipio en 2020, el pueblo formaba por sí solo un consejo rural sin pedanías en el raión de Zdolbúniv.
Se ubica en la periferia meridional de Zdolbúniv, en la salida de la ciudad de las carreteras P05 que lleva a Ostroh y T1801 que lleva a Dubno.